# Ей Би Си Дизайн енд Къмюникейшън
ABC Design & Communication е една от първите уеб агенции в България. Фирмата е създадена през 1992 година, а от 1998 г. започва да предлага уеб услуги - разработка на уеб сайтове и решения, онлайн маркетинг и ПР.
От 1999 г. фирмата стартира конкурса за най-добър български уеб сайт „БГ Сайт“. Конкурсът се провежда ежегодно.
От 2002 до 2007 г. фирмата организира регулярни срещи на уеб бранша.